# 略羅
略羅是哥倫比亞的城鎮，位於該國西部，由喬科省負責管轄，距離首府基布多42公里，始建於1674年1月1日，面積934平方公里，海拔高度120米，2005年人口8,072人。是美洲降雨量最多的地方之一。
5°30′N 76°32′W / 5.500°N 76.533°W